# Бонуччи, Артуро (старший)
Артуро Бонуччи (итал. Arturo Bonucci; 19 апреля 1894, Рим — 11 января 1964, там же) — итальянский виолончелист. Дядя Артуро Бонуччи, также виолончелиста.

## Биография
Артуро Бонуччи учился в Болонской консерватории у Франческо Серато. В 1934—1943 гг. руководитель мастер-классов в Академии Киджи. Известен как ансамблевый исполнитель — в частности, в составе Итальянского трио (1931—1940, с Альфредо Казеллой и Альберто Польтроньери), а также двух квартетов — Квартета имени Боккерини и Квартета Кармирелли (в составе которого играл вместе со своей женой Пиной Кармирелли). Среди учеников Бонуччи, в частности, Луиджи Сильва.